# Веселе (Молочанська міська громада)
Весе́ле — село в Україні, у Молочанській міській громаді Пологівського району Запорізької області. Населення становить 430 осіб. До 2020 орган місцевого самоврядування — Новомиколаївська сільська рада.

## Географія
Село Веселе знаходиться на відстані 3,5 км від села Запоріжжя та за 5 км від міста Токмак.

## Історія
- 1930 — дата заснування.
- 12 червня 2020 року, відповідно до Розпорядження Кабінету Міністрів України від № 713-р «Про визначення адміністративних центрів та затвердження територій територіальних громад Запорізької області», увійшло до складу Молочанської міської громади.[1]
- 19 липня 2020 року, в результаті адміністративно-територіальної реформи та ліквідації Токмацького району, селище увійшло до складу Пологівського району.[2]